# Mecze reprezentacji Brazylii w piłce nożnej prowadzonej przez Dungę
Wykaz spotkań reprezentacji Brazylii pod wodzą Dungi

## Oficjalne międzynarodowe spotkania
| Nr | Przeciwnik        | Miejsce        | Data                 | Impreza                                  | Wynik (Brazylia – przeciwnik) |
| -- | ----------------- | -------------- | -------------------- | ---------------------------------------- | ----------------------------- |
| 1  | Norwegia          | Oslo           | 16 sierpnia 2006     | mecz towarzyski                          | 1:1                           |
| 2  | Argentyna         | Londyn         | 3 września 2006      | mecz towarzyski                          | 3:0                           |
| 3  | Walia             | Londyn         | 5 września 2006      | mecz towarzyski                          | 2:0                           |
| 4  | Ekwador           | Solna          | 10 października 2006 | mecz towarzyski                          | 2:1                           |
| 5  | Szwajcaria        | Bazylea        | 15 listopada 2006    | mecz towarzyski                          | 2:1                           |
| 6  | Portugalia        | Londyn         | 6 lutego 2007        | mecz towarzyski                          | 0:2                           |
| 7  | Chile             | Göteborg       | 24 marca 2007        | mecz towarzyski                          | 4:0                           |
| 8  | Ghana             | Solna          | 27 marca 2007        | mecz towarzyski                          | 1:0                           |
| 9  | Anglia            | Londyn         | 1 czerwca 2007       | mecz towarzyski                          | 1:1                           |
| 10 | Turcja            | Dortmund       | 5 czerwca 2007       | mecz towarzyski                          | 0:0                           |
| 11 | Meksyk            | Puerto Ordaz   | 17 czerwca 2007      | Copa América 2007, faza grupowa          | 0:2                           |
| 12 | Chile             | Maturín        | 1 lipca 2007         | Copa América 2007, faza grupowa          | 3:0                           |
| 13 | Ekwador           | Puerto la Cruz | 4 lipca 2007         | Copa América 2007, faza grupowa          | 1:0                           |
| 14 | Chile             | Puerto la Cruz | 7 lipca 2007         | Copa América 2007, ćwierćfinał           | 6:1                           |
| 15 | Urugwaj           | Maracaibo      | 10 lipca 2007        | Copa América 2007, półfinał              | 2:2 k5:4                      |
| 16 | Argentyna         | Maracaibo      | 15 lipca 2007        | Copa América 2007, finał                 | 3:0                           |
| 17 | Algieria          | Montpellier    | 22 sierpnia 2007     | mecz towarzyski                          | 2:0                           |
| 18 | Stany Zjednoczone | Chicago        | 9 września 2007      | mecz towarzyski                          | 4:2                           |
| 19 | Meksyk            | Boston         | 12 września 2007     | mecz towarzyski                          | 3:1                           |
| 20 | Kolumbia          | Bogota         | 14 października 2007 | eliminacje Mistrzostw Świata, 1 kolejka  | 0:0                           |
| 21 | Ekwador           | Rio de Janeiro | 17 października 2007 | eliminacje Mistrzostw Świata, 2 kolejka  | 5:0                           |
| 22 | Peru              | Lima           | 18 listopada 2007    | eliminacje Mistrzostw Świata, 3 kolejka  | 1:1                           |
| 23 | Urugwaj           | São Paulo      | 21 listopada 2007    | eliminacje Mistrzostw Świata, 4 kolejka  | 2:1                           |
| 24 | Irlandia          | Dublin         | 6 lutego 2008        | mecz towarzyski                          | 1:0                           |
| 25 | Szwecja           | Londyn         | 26 marca 2008        | mecz towarzyski                          | 1:0                           |
| 26 | Kanada            | Seattle        | 31 maja 2008         | mecz towarzyski                          | 3:2                           |
| 27 | Wenezuela         | Boston         | 6 czerwca 2008       | mecz towarzyski                          | 0:2                           |
| 28 | Paragwaj          | Asunción       | 15 czerwca 2008      | eliminacje Mistrzostw Świata, 5 kolejka  | 0:2                           |
| 29 | Argentyna         | Belo Horizonte | 18 czerwca 2008      | eliminacje Mistrzostw Świata, 6 kolejka  | 0:0                           |
| 30 | Chile             | Santiago       | 7 września 2008      | eliminacje Mistrzostw Świata, 7 kolejka  | 3:0                           |
| 31 | Boliwia           | Rio de Janeiro | 7 września 2008      | eliminacje Mistrzostw Świata, 8 kolejka  | 0:0                           |
| 32 | Wenezuela         | San Cristóbal  | 12 października 2008 | eliminacje Mistrzostw Świata, 9 kolejka  | 4:0                           |
| 33 | Kolumbia          | Rio de Janeiro | 15 października 2008 | eliminacje Mistrzostw Świata, 10 kolejka | 0:0                           |
| 34 | Portugalia        | Gama           | 19 listopada 2008    | mecz towarzyski                          | 6:2                           |
| 35 | Włochy            | Londyn         | 11 lutego 2009       | mecz towarzyski                          | 2:0                           |
| 36 | Ekwador           | Quito          | 28 marca 2009        | eliminacje Mistrzostw Świata, 11 kolejka | 1:1                           |
| 37 | Peru              | Porto Alegre   | 1 kwietnia 2009      | eliminacje Mistrzostw Świata, 12 kolejka | 3:0                           |
| 38 | Urugwaj           | Montevideo     | 6 czerwca 2009       | eliminacje Mistrzostw Świata, 13 kolejka | 4:0                           |
| 39 | Paragwaj          | Recife         | 10 czerwca 2009      | eliminacje Mistrzostw Świata, 14 kolejka | 2:1                           |
| 40 | Egipt             | Bloemfontein   | 15 czerwca 2009      | Puchar Konfederacji 2009, faza grupowa   | 4:3                           |
| 41 | Stany Zjednoczone | Pretoria       | 18 czerwca 2009      | Puchar Konfederacji 2009, faza grupowa   | 3:0                           |
| 42 | Włochy            | Pretoria       | 21 czerwca 2009      | Puchar Konfederacji 2009, faza grupowa   | 3:0                           |
| 43 | Południowa Afryka | Johannesburg   | 25 czerwca 2009      | Puchar Konfederacji 2009, półfinał       | 1:0                           |
| 44 | Stany Zjednoczone | Johannesburg   | 29 czerwca 2009      | Puchar Konfederacji 2009, finał          | 3:2                           |
| 45 | Estonia           | Tallin         | 12 sierpnia 2009     | mecz towarzyski                          | 1:0                           |
| 46 | Argentyna         | Rosario        | 5 września 2009      | eliminacje Mistrzostw Świata, 15 kolejka | 3:1                           |
| 47 | Chile             | Salvador       | 9 września 2009      | eliminacje Mistrzostw Świata, 16 kolejka | 4:2                           |
| 48 | Boliwia           | La Paz         | 11 października 2009 | eliminacje Mistrzostw Świata, 17 kolejka | 1:2                           |
| 49 | Wenezuela         | Campo Grande   | 15 października 2009 | eliminacje Mistrzostw Świata, 18 kolejka | 0:0                           |
| 50 | Anglia            | Doha           | 14 listopada 2009    | mecz towarzyski                          | 1:0                           |
| 51 | Oman              | Maskat         | 17 listopada 2009    | mecz towarzyski                          | 2:0                           |
| 52 | Irlandia          | Londyn         | 2 marca 2010         | mecz towarzyski                          | 2:0                           |

### Bilans
|                 | zwycięstwa | remisy | porażki |
| ogółem          | 37         | 10     | 5       |
| dom             | 6          | 4      | 0       |
| wyjazd          | 10         | 5      | 2       |
| neutralny teren | 21         | 1      | 3       |

|                 | strzelone | stracone |
| ogółem          | 106       | 36       |
| dom             | 22        | 6        |
| wyjazd          | 31        | 12       |
| neutralny teren | 54        | 18       |

## Spotkanie Olimpijskiej reprezentacji Brazylii
| Nr | Przeciwnik    | Miejsce     | Data             | Impreza                                      | Wynik (Brazylia – przeciwnik) |
| -- | ------------- | ----------- | ---------------- | -------------------------------------------- | ----------------------------- |
| 1  | Singapur      | Singapur    | 28 lipca 2008    | mecz towarzyski                              | 3:0                           |
| 2  | Wietnam       | Hanoi       | 1 sierpnia 2008  | mecz towarzyski                              | 2:0                           |
| 3  | Belgia        | Shenyang    | 7 sierpnia 2008  | Igrzyska Olimpijskie 2008, faza grupowa      | 1:0                           |
| 4  | Nowa Zelandia | Shenyang    | 10 sierpnia 2008 | Igrzyska Olimpijskie 2008, faza grupowa      | 5:0                           |
| 5  | Chiny         | Qinhuangdao | 13 sierpnia 2008 | Igrzyska Olimpijskie 2008, faza grupowa      | 3:0                           |
| 6  | Kamerun       | Shenyang    | 16 sierpnia 2008 | Igrzyska Olimpijskie 2008, ćwierćfinał       | 2:0 pd.                       |
| 7  | Argentyna     | Pekin       | 19 sierpnia 2008 | Igrzyska Olimpijskie 2008, półfinał          | 0:3                           |
| 8  | Belgia        | Szanghaj    | 22 sierpnia 2008 | Igrzyska Olimpijskie 2008, mecz o 3. miejsce | 3:0                           |

### Bilans
|                 | zwycięstwa | remisy | porażki |
| ogółem          | 7          | 0      | 1       |
| dom             | -          | -      | -       |
| wyjazd          | 3          | 0      | 0       |
| neutralny teren | 4          | 0      | 1       |

|                 | strzelone | stracone |
| ogółem          | 19        | 3        |
| dom             | -         | -        |
| wyjazd          | 8         | 0        |
| neutralny teren | 11        | 3        |

## Nieoficjalne spotkania
| Nr | Przeciwnik       | Miejsce | Data            | Impreza         | Wynik (Brazylia – przeciwnik) |
| -- | ---------------- | ------- | --------------- | --------------- | ----------------------------- |
| 1  | Al Kuwait Kaifan | Kuwejt  | 7 września 2006 | mecz towarzyski | 4:0                           |

## Łączny bilans
|                 | zwycięstwa | remisy | porażki |
| ogółem          | 45         | 10     | 6       |
| dom             | 6          | 4      | 0       |
| wyjazd          | 14         | 5      | 2       |
| neutralny teren | 25         | 1      | 4       |

|                 | strzelone | stracone |
| ogółem          | 125       | 39       |
| dom             | 22        | 6        |
| wyjazd          | 53        | 12       |
| neutralny teren | 65        | 21       |